# Bălești (gmina w okręgu Gorj)
Bălești – gmina w Rumunii, w okręgu Gorj. Obejmuje miejscowości Bălești, Ceauru, Cornești, Găvănești, Rasova, Stolojani, Tălpășești, Tămășești i Voinigești. W 2011 roku liczyła 7404 mieszkańców.